# Leisure Studio
Leisure Studio är ett finländskt modellfritidshus, som 1990–1992 utformades av de fyra arkitekturstudenterna vid Tekniska högskolan i Helsingfors Juha Kaakko, Ilkka Laine, Kimmo Liimatainen och Jari Tirkkonen.
De fyra studenterna bildade gruppen "The Group", vilken deltog i en arkitekturstuderandetävling om att utforma ett enkelt modellhus, som hade utlysts av koloniträdgårdsföreningen i Bolomaren i Esbo. De presenterade sitt projekt 1991 och uppförde ett hus i koloniområdet 1992. 
Bygget skildradés i ett fotoreportage i maj 1992 i den finländska arkitektföreningens tidskrift Arkkitehti. År 1994 omnämndes byggnaden också i en artikel i den internationella arkitekturtidskriften a+u.

## Light Construction på Museum of Modern Art
The Group inbjöds att presentera verket Leisure Studio på utställningen Light Construction på Museum of Modern Art i USA mellan september 1995 och januari 1996.  Utställningen fortsatte 1996 till Barcelona i Spanien.
En modell av Leisure Studio finns i Museum of Modern Arts samlingar.

## Arkitekturbiennalen i Venedig hösten 1996
The Group fick därefter en inbjudan av ledningen för Venedigbiennalen att delta i huvudutställningen på Arkitekturbiennalen i Venedig hösten 1996, vilken hade temat Emerging Voices. Den tidigare modellen renoverades av studenterna för biennalen, och en ny modell i skala 1:20 gjordes av en professionell modellmakare. Dessa modeller kompletterades med ett antal fotografier, som tidigare tagits av arkitekturfotografen Jussi Tiainen. 
De finländska studenterna fick överraskande biennalens förnämsta utmärkelse, Leone di Oro (Guldlejonet). Detta Leone di Oro är det första som utdelats till finländska arkitekter, och det är också det hittills enda. Trots detta ägnades denna triumf knappast någon uppmärksamhet i Finland. En artikel publicerades i Helsingin Sanomat, en kolumn i Ilta-Sanomat och en artikel i  tidskriften Suomen Kuvalehti. Finlands Arkitektförbund förhöll sig tyst i frågan, men Finlands arkitekturmuseum arrangerade en mottagning och en utställning. Vid denna tidpunkt var det också en pressad marknad för arkitekturtjänster och en hård konkurrens, efter många års recession i Finland. The Group upplöstes också. Kimmo Liimatainen och Juha Kaakko hade under en period eget gemensamt kontor, men hade svårt att få uppdrag. De arbetade periodvis som assistenter till Simo Paavilainen på Tekniska högskolan i Helsingfors.